# Torneio Rio-São Paulo de 1950
O Torneio Rio-São Paulo tornou-se uma competição regular apenas em 1950, ano de sua terceira edição, ocorrendo anualmente até 1966 (exceto em 1956 por conta de excursão da Seleção Brasileira), quando foram convidados clubes de outros estados e passou a ser chamado pelo seu nome oficial, Torneio Roberto Gomes Pedrosa.

## Regulamento
O Torneio Rio-São Paulo de 1950 foi disputado pelo sistema de pontos corridos. Oito clubes jogaram em turno único todos contra todos. A equipe que somou mais pontos foi a campeã, o Corinthians, tendo como vice campeão o Vasco da Gama.

## História
A vitória corinthiana sobre o Vasco por 2 a 1 em São Paulo foi determinante para a conquista, pois o Timão terminaria essa competição com um ponto de vantagem sobre o clube cruzmaltino, vindo a comemorar o título perante 45.000 torcedores presentes ao Estádio do Pacaembu, no empate contra o Botafogo pela última rodada, resultado que lhe servia para sacramentar o título.

## Classificação
| Pos. | Equipes       | Pts | J | V | E | D | GP | GC | SG |
| ---- | ------------- | --- | - | - | - | - | -- | -- | -- |
| 1    | Corinthians   | 11  | 7 | 5 | 1 | 1 | 20 | 15 | +5 |
| 2    | Vasco da Gama | 10  | 7 | 4 | 2 | 1 | 18 | 12 | +6 |
| 3    | Portuguesa    | 9   | 7 | 4 | 1 | 2 | 27 | 26 | +1 |
| 4    | Palmeiras     | 7   | 7 | 3 | 1 | 3 | 14 | 15 | –1 |
| 5    | Flamengo      | 6   | 7 | 2 | 2 | 3 | 18 | 17 | +1 |
| 6    | São Paulo     | 5   | 7 | 2 | 1 | 4 | 18 | 23 | –5 |
| 7    | Botafogo      | 4   | 7 | 1 | 2 | 4 | 15 | 18 | –3 |
| 8    | Fluminense    | 4   | 7 | 2 | 0 | 5 | 14 | 18 | –4 |

## Campeão
| Torneio Rio-São Paulo de 1950               |
| ------------------------------------------- |
| Sport Club Corinthians Paulista (1º título) |